# 핀란드 환경연구원
핀란드 환경연구원(핀란드어: Suomen ympäristökeskus; SYKE 수오멘 윔패리스퇴케스쿠스[*], 스웨덴어: Finlands miljöcentral, 영어: Finnish Environment Institute)은 핀란드 환경부의 소관 하에 있는 국영 다학제 연구원이다. 헬싱키, 오울루, 이위배스퀼래, 요엔수 4곳에 분원을 가지고 있다.